# 南港病院
南港病院（なんこうびょういん）は、社会医療法人三宝会が設置する大阪府大阪市住之江区北加賀屋にある病院（救急告示病院）。一般病棟（64床）療養病床（45床）を備える。公益財団法人日本医療機能評価機構による病院評価結果（4回目）は3rdG:Ver.2.0（2020年6月5日認定、2025年5月29日まで有効）。

## 沿革
(この節の出典)
- 1962年9月　南港外科開設
- 1967年5月　現南港外科三木分院開設
- 1967年6月　現在の南港病院の新築を開始
- 1967年12月　南港病院竣工
- 1971年1月　南港病院として診療開始
- 1971年6月　75床へ増床
- 1980年6月　新しく4階を増築し100床に増床
- 1984年3月　診療科目の増設（脳神経外科）
- 1984年8月　南港外科三木分院を南港病院三木分院に変更
- 1987年12月　ベッド数を109床へ増床
- 1989年5月　理学療法科（現・リハビリテーション科）を新設
- 1992年1月　基準給食の実施承認
- 1993年11月　病院外装のリフレッシュ工事として、外装アルミパネル工事を実施（平成6年3月）
- 1994年　在宅医療と訪問看護事業を開始
- 1996年1月　医療法人三宝会南港病院として法人化
- 1996年12月　別館工事着工
- 1997年4月　院外処方の開始
- 1997年9月　別館の竣工
- 1998年10月　本館病棟と外来診察室の改修工事を行う（1999年2月）
- 2000年4月　本館3階を介護療養型病棟へ転換、社会福祉法人健成会開設、南港南地域在宅サービスステーションしらなみ事業開始
- 2000年6月　従来の訪問看護事業を発展させ、新たに南港病院訪問看護ステーションを開設
- 2000年11月　南港病院本館・別館（第2期）の改修工事（2003年3月）
- 2000年11月　南港病院三木分院閉院
- 2004年4月　3階病棟病床区分変更、介護療養型から特殊疾患病棟へ
- 2004年7月　医療機能評価（Ver.4.0）設定
- 2004年10月　南港ケアステーション（現・南港病院ヘルパーステーション）、 南港介護センター（現・南港ケアプランセンター）、 南港病院訪問看護ステーションを開設
- 2005年11月　医療法人三宝会南港クリニック開設
- 2006年4月　3階病棟病床区分変更
- 2007年4月　認知症高齢者グループホーム（GH）北加賀屋のつるさんかめさんの家を開設
- 2007年6月　心療内科外来、禁煙外来を開設
- 2007年8月　別館2階に通所リハビリを開設
- 2007年10月　南港クリニック在宅支援診療所を申請
- 2007年11月　2階（一般急性期）病棟の看護基準10:1申請
- 2009年1月　笑顔測定器「スマイルスキャン」導入
- 2009年9月　マンモグラフィ検診施設認定を取得
- 2010年4月　医療機能評価（Ver.6.0）受審
- 2010年5月　医療機能評価（Ver.6.0）認定
- 2010年10月　ISO9001/2008認証更新取得、日本病態栄養学会認定　栄養管理・NST実施施設
- 2011年3月　社会福祉法人健成会に特別養護老人ホームの事業認可
- 2011年5月　認知症高齢者グループホーム（GH）万代のつるさんかめさんの家開設、大阪府立・急性期総合医療センターより研修医受け入れ開始
- 2012年4月　南港クリニック在宅療養支援診療所（強化型）病院届
- 2012年11月　EPAフィリピン人看護師候補者受け入れ開始
- 2013年7月　社会福祉法人健成会特別養護老人ホーム「加賀屋の森」竣工（9月、事業開始）
- 2013年9月　日本栄養療法推進協議会（JCNT）のNST稼働施設認定
- 2013年11月　別館２階通所リハビリをクリニック１階へ移動
- 2014年4月　別館２階を第２リハビリテーション室として利用開始
- 2015年3月　グループホーム北加賀屋1丁目のつるさんかめさんの家を開設（小規模多機能介護施設併設）
- 2015年4月認定栄養ケア・ステーション　モデル事業実施施設として認定
- 2015年8月　医療機能評価（3rdG:Ver.1.1 ）認定、機能種別：一般病院1(100床以上)(主たる機能)、リハビリテーション病院(副機能)
- 2015年11月　NPO法人トロワ・アルブル放課後等デイサービス　パレット緑木　開設
- 2016年4月南港クリニック　小児科開設
- 2016年5月　グループホーム南加賀屋のつるかめさんの家を開設（小規模多機能介護施設併設）
- 2016年10月　社会医療法人として認定
- 2016年11月　南港クリニック　産婦人科開設
- 2017年2月　南港病院訪問看護ステーションポートタウン出張所開設
- 2017年4月　万代のつるさんかめさんの家、北加賀屋のつるさんかめさんの家を社会福祉法人健成会へ事業譲渡
- 2017年6月　医療療養病棟を地域包括ケア病棟へ転換
- 2017年11月　カナート南港病院ケアプランセンター開設
- 2018年2月　南加賀屋のつるさんかめさんの家　小規模多機能施設　閉鎖
- 2018年3月　社会福祉法人健成会　スマイルほいくえん開設（企業主導型保育事業）
- 2018年4月　NPO法人トロワ・アルブル放課後等デイサービス事業　パレット南加賀屋　開設
- 2018年10月　カナート南港病院ケアプランセンター閉鎖
- 2019年1月　NPO法人トロワ・アルブル　パレット南加賀屋にて「保育所等訪問事業」開始
- 2019年3月　南港病院ヘルパーステーション　休止
- 2019年4月　NPO法人トロワ・アルブル　相談支援センターパレット　開始、放課後等デイサービス　パレット緑木　閉鎖
- 2019年5月　児童発達支援事業　虹の家御崎　開設、社会福祉法人健成会　放課後等デイサービス　スマイル御崎　開設

- 2020年4月　訪問看護ステーションほほえみ　開設、健診車 「健診safari号」導入

## 診療科
(この節の出典)
- 整形外科
- 内科
- 外科
- リハビリテーション科
- 放射線科
- 皮膚科

- 泌尿器科
- 小児科
- 呼吸器内科
- 消化器内科
- 循環器内科
- 麻酔科

## 医療機関の指定
(この節の出典)
- 保険医療機関
- 労災保険指定病院
- 生活保護法指定病院（中国残留邦人等の円滑な帰国の促進並びに永住帰国した中国残留邦人等及び特定配偶者の自立の支援に関する法律（平成六年法律第三十号）に基づく指定医療機関を含む。）
- 指定自立支援病院（更生医療）
- 結核指定病院
- 原子爆弾被害者一般疾病医療取扱病院
- 在宅療養支援病院

## 外国語対応
- 英語　言葉に不自由することがなく対応が可能[2]
- 中国語　言葉に不自由することがなく対応が可能[2]
- タガログ語　言葉に不自由することがなく対応が可能[2]

## 交通アクセス
- OsakaMetro四つ橋線「北加賀屋駅」4番出口すぐ[5]